# 瑞典文化

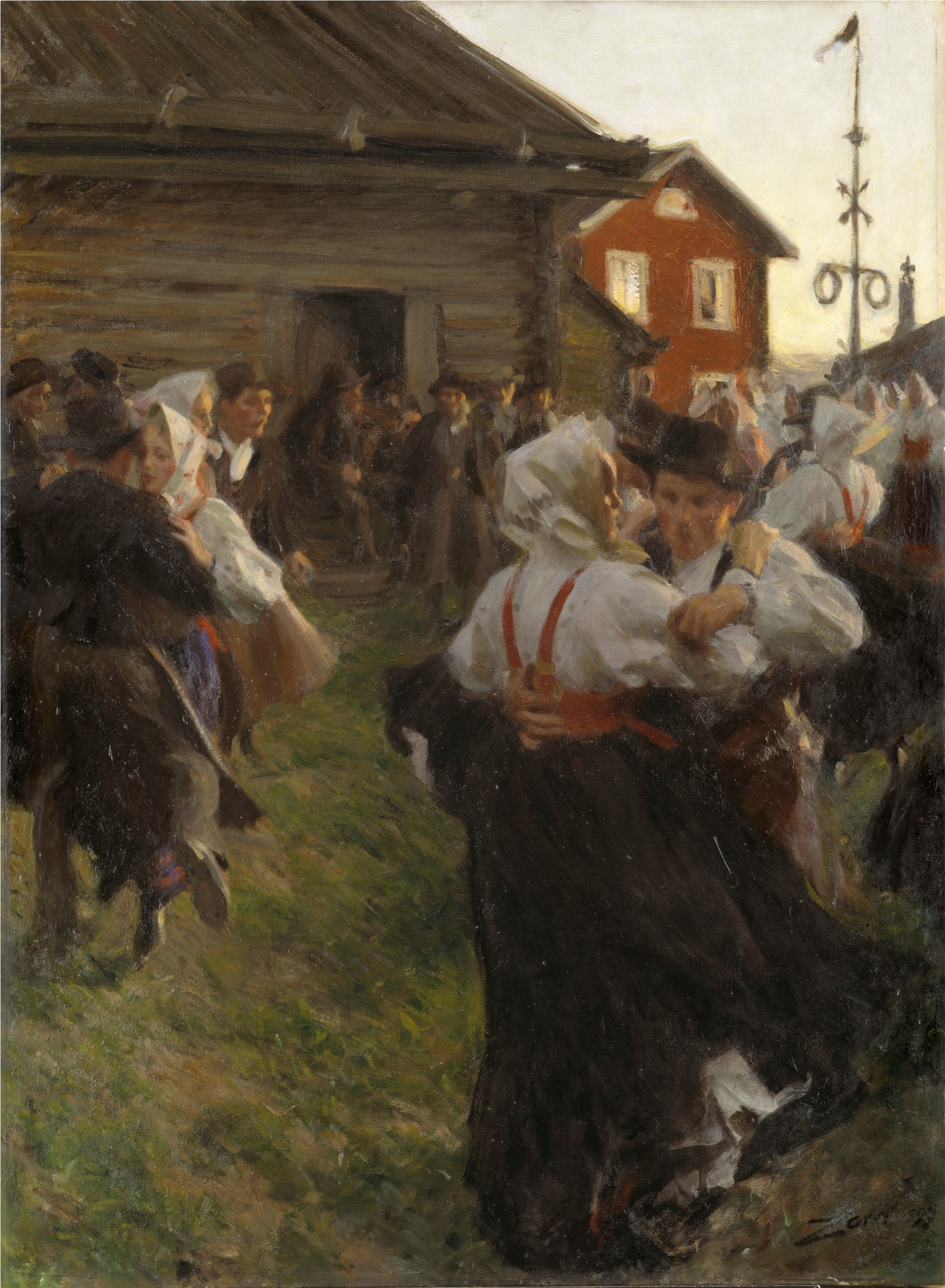
安德斯·左恩的作品《仲夏夜》

长久以来，瑞典人在众多艺术领域取得了不少的成就。
以古斯塔夫三世，克里斯提娜王后为代表具有较大权力的君主，对瑞典的文化发展起到了格外重要的作用。

## 节日
除了传统的圣诞节外，瑞典有很多特殊的节日。如仲夏节庆祝夏至到来；4月30日为五朔节前夜，点燃火把，庆祝春天来临；5月1日劳动节表示社会民主；12月13日是圣露西亚节，期盼黑夜过去，光明到来。6月6日是瑞典的国庆日，但以前并不是正式的假期，直到2005年首次成为正式假期。
命名日是瑞典的颇具特色的传统风俗，每一天都有對應的一至两个传统的瑞典人名，年年固定不变，通常日历上都印有这些名字。如果某日上的名字与你的名字相同时，此日即为你的“命名日”。到了该日，一般都会得到亲朋好友的祝贺，对于孩子们来说又多了一个可以庆祝的节日。

## 美食
瑞典和其它斯堪的纳维亚半岛的国家一样，饮食较简单。鱼、肉、土豆是餐桌上最常见的食品，很少放辣。比较有名的美食包括瑞典肉丸（köttbullar）、薄煎饼（plättar）、碱渍鱼（lutfisk）等。

## 电影
20世纪以来，瑞典电影业也有出色表现。莫里兹·斯蒂勒与维克多·斯约史特洛姆是瑞典古典电影学派的主要代表人物。20年代至今，导演英格玛·伯格曼和波·维德伯格都夺得过奥斯卡金像奖，演员葛麗泰·嘉寶、英格丽·褒曼、安-玛格丽特、莉娜·欧琳、马克斯·冯·西多和杜夫·朗格更是受全球观众喜爱。

## 文学
瑞典有大批举世闻名的作家，如贺宁·曼凯尔、伊曼紐·斯威登堡、奥古斯特·斯特林堡、塞尔玛·拉格洛夫、哈里·马丁逊和阿斯特丽德·林格伦等。最有名的艺术家包括画家卡尔·拉森、安德斯·左恩、亚历山大·罗斯林和雕刻家托比亚斯·舒吉尔、卡尔·米勒斯。

## 音樂
參見北歐牧歌。

## 科技
19世纪中期以来，瑞典为西方文明和科学做出了很多贡献。
瑞典有很多推动全球发展的发明和发现。著名人物包括阿尔弗雷德·诺贝尔、安德斯·摄尔修斯、卡尔·林奈、巴尔察·冯·普拉敦、卡尔·威廉·舍勒、永斯·贝采利乌斯、约翰·埃里克松、安德斯·埃格斯特朗、拉斯·马格纳斯·埃里克松、阿伦尼乌斯、阿尔维德·卡尔森和霍肯·兰斯。

## 網路
最近有很多瑞典人會做youtuber，其中，自2013年起PewDiePie的youtube訂閱數就達到全球第一，不過在2019年4月被印度公司 「T-series」超越。

## 註解
1. ↑  瑞典命名日列表 （页面存档备份，存于）（瑞典文） - 于2007年7月11日查阅。